# テバコモミジガサ
テバコモミジガサ（手箱紅葉傘、学名：Parasenecio tebakoensis）は、キク科コウモリソウ属の多年草。同属のモミジガサ Parasenecio delphiniifolius に比べると全体がやや小型で弱々しく、葉の裏面の葉脈が隆起する。モミジガサに比べやや稀で、同種より標高の高いところに生育する。

## 特徴
地下茎は細長く、地中を横走して、先端に新苗をつけて繁殖する。茎は直立し、高さは25-85cmになり、細長く無毛で、紫褐色のものが多く、分枝しない。葉はまばらに互生し、葉質はモミジガサに比べるとやや薄く、茎の下部につく葉身は円形で、掌状に5-7中深裂し、長さ3.5-10cm、幅5-17cmになり、両面に縮毛が散生する。裂片の先半分には鋭い鋸歯があり、葉の裏面の葉脈が隆起して目立ち、縮毛は裏面の葉脈に特に目立つ。葉柄は長さ3.5-7.5cmになり、翼はなく、基部は半ば茎を抱くが、「耳」とよばれる小型の葉鞘はほとんどなく、葉鞘は円筒状に閉じない。
花期は8-10月。頭状花序は円錐状に斜上するか横向きにつき、すべて両性の筒状花からなり、頭花の花柄は長さ1-5mmになる。総苞は狭筒型で長さ5-6mm、総苞片は1列で5個ある。1頭花は5-6個の筒状花で構成されており、花冠の長さは7-7.5mmになる。果実は円柱形で長さ5mmになる痩果となる。冠毛は白色で多数あり、長さ5mmになる。染色体数2n=52。

## 分布と生育環境
日本固有種。本州の関東地方から近畿地方の太平洋側、四国、九州に分布し、落葉広葉樹林の林床や谷川のほとりなどに生育する。四国の剣山、石鎚山から手箱山にかけては多数が群生する。
典型的なソハヤキ要素の分布をする植物として知られている。

## 名前の由来
和名のテバコモミジガサは、「手箱紅葉傘」の意で、はじめ、高知県の手箱山で見いだされたことにより、牧野富太郎 (1910)により命名された。牧野 (1940)は、『牧野日本植物図鑑』の初版において、「和名手筥紅葉傘ハ初メ本種ヲ土佐國手筥山ニ採集セシヲ以テ斯ク名ケシナリ」と述べている。
種小名（種形容語）tebakoensis も「高知県手筥山（手箱山）の」の意味。
牧野 (1910) は、初め本種を、Cacalia delphiniifolia Siebold et Zucc. var. tebakoensis Makino (1910)と記載発表し、モミジガサ Cacalia delphiniifolia の変種に位置づけた。その後牧野 (1922) は、独立種とし、Cacalia tebakoensis (Makino) Makino (1922)と階級移動させた。Cacalia 属が廃止され、アジア産のものが Parasenecio属 とされた際に、小山博滋 (1995) によって Parasenecio tebakoensis (Makino) H.Koyama (1995) に組み替えられた。

## 分類
なお、コウモリソウ属モミジガサ節 Sect. Delphinifoliae に属する本種、モミジコウモリおよびモミジガサは、新属 Japonicalia C.Ren & Q.E.Yang, 2017に移され、本種については、Japonicalia tebakoensis (Makino) C.Ren & Q.E.Yang (2017)に組み替えられており、YListでもそれを標準としている。

## 利用
モミジガサと同様、山菜として利用でき、茎の新葉を天ぷらにする。

## ギャラリー

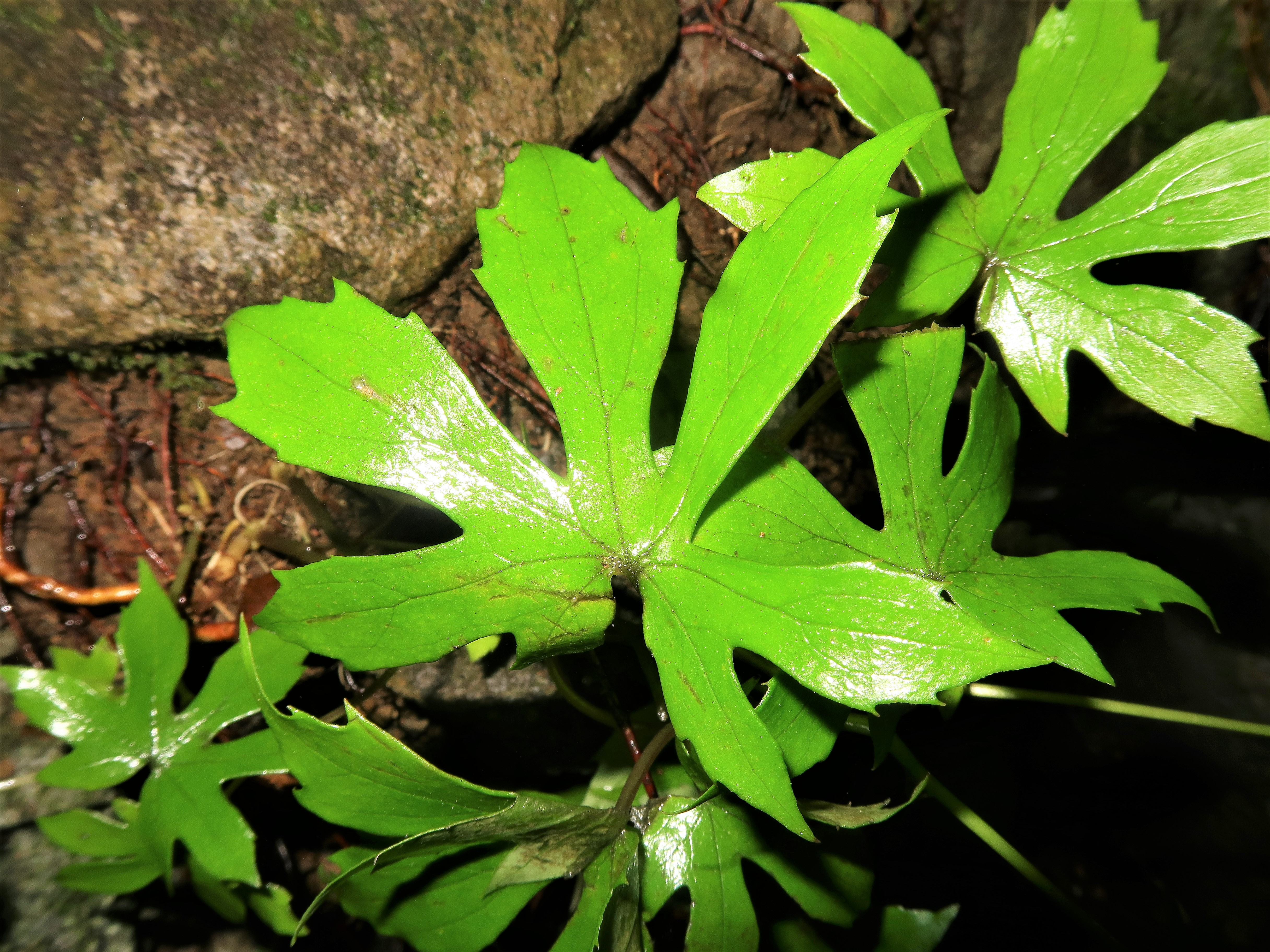
茎の下部につく葉身は円形で、掌状に5-7中深裂し、両面に縮毛が散生する。裂片の先半分には鋭い鋸歯がある。
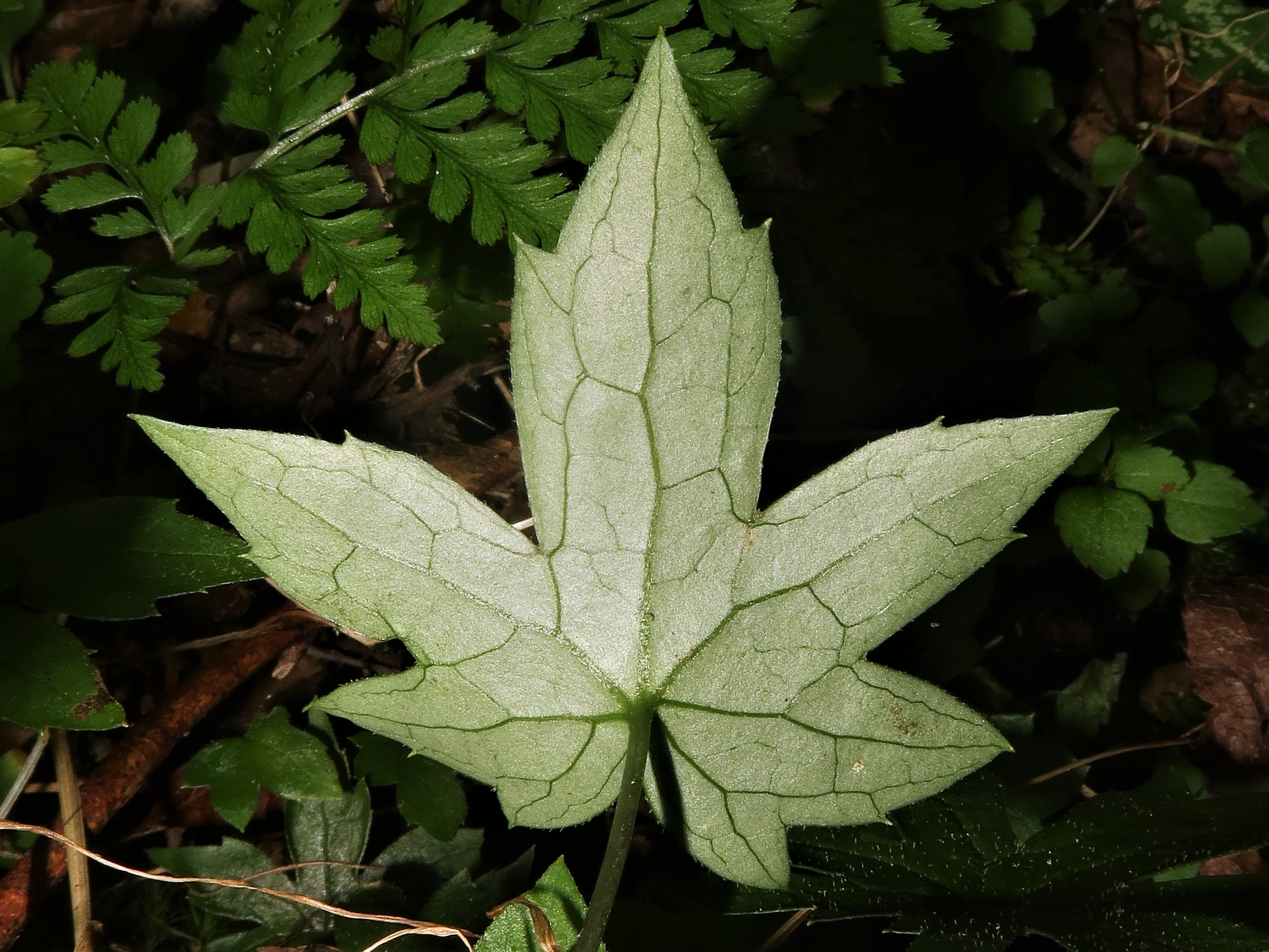
葉の裏面の葉脈が隆起して目立ち、縮毛は裏面の葉脈に特に目立つ。
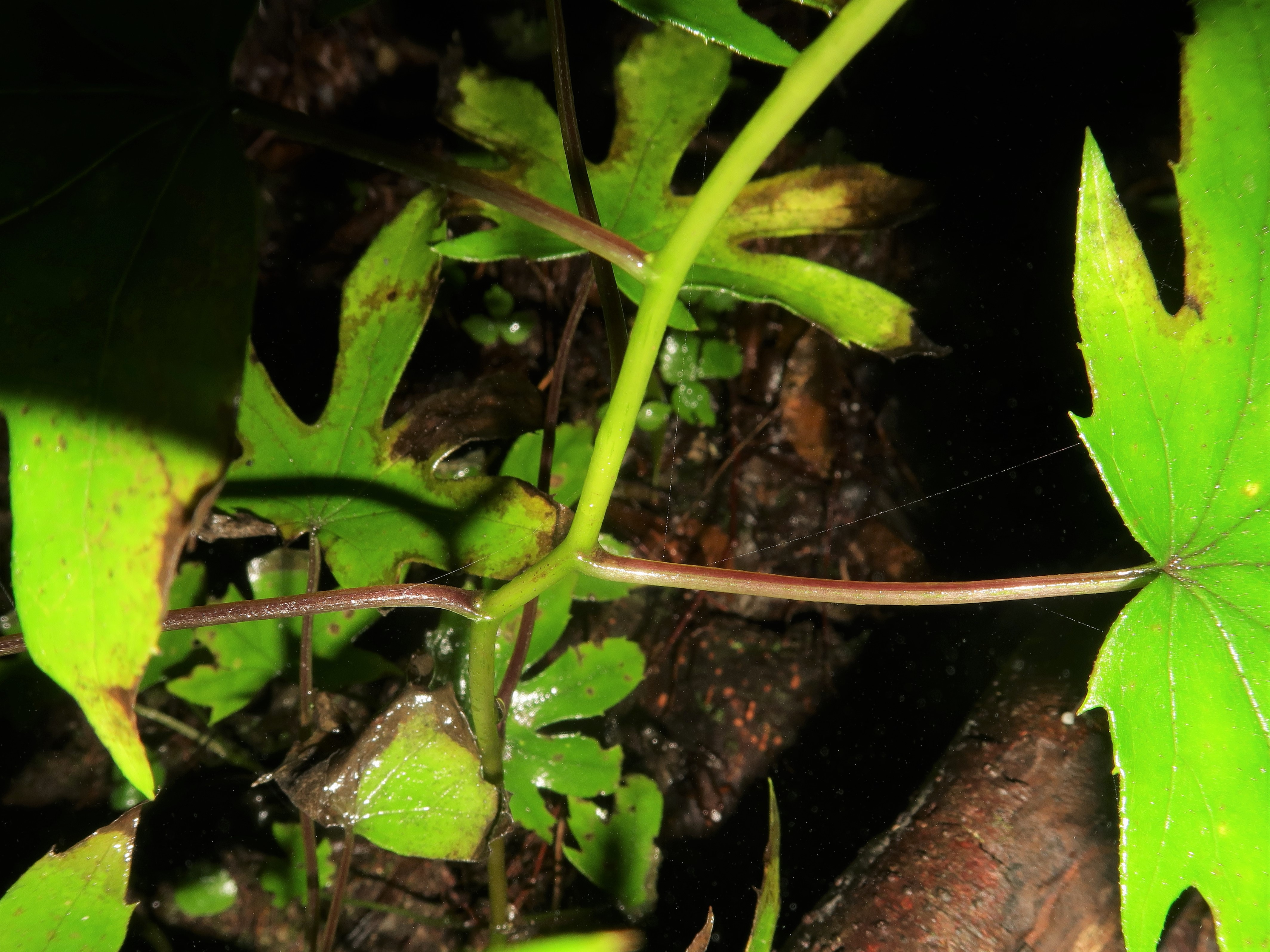
葉柄に翼はなく、基部は半ば茎を抱くが、「耳」とよばれる小型の葉鞘はほとんどない。
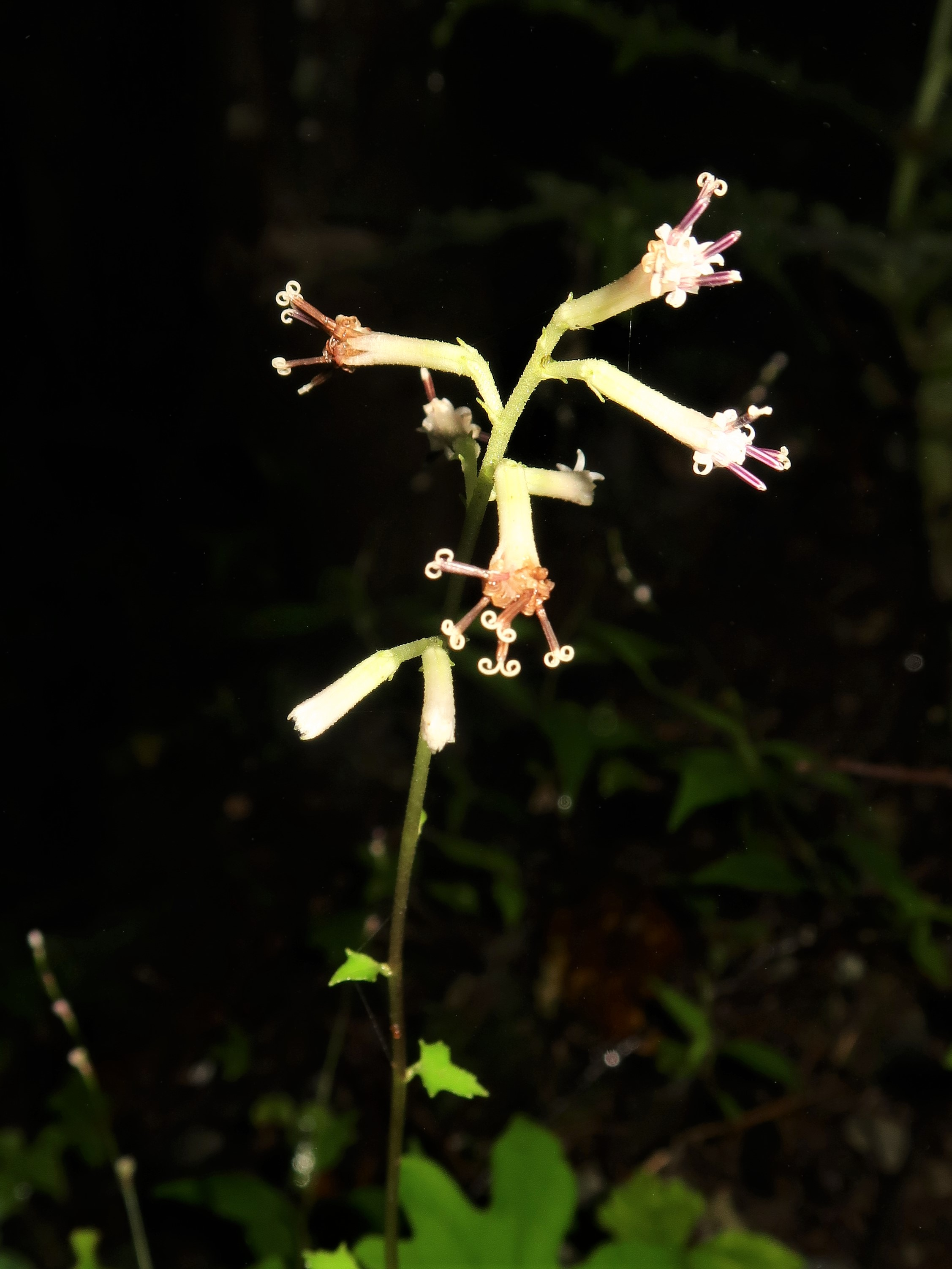
総苞は狭筒型、総苞片は1列で5個ある。1頭花は5-6個の筒状花で構成されている。
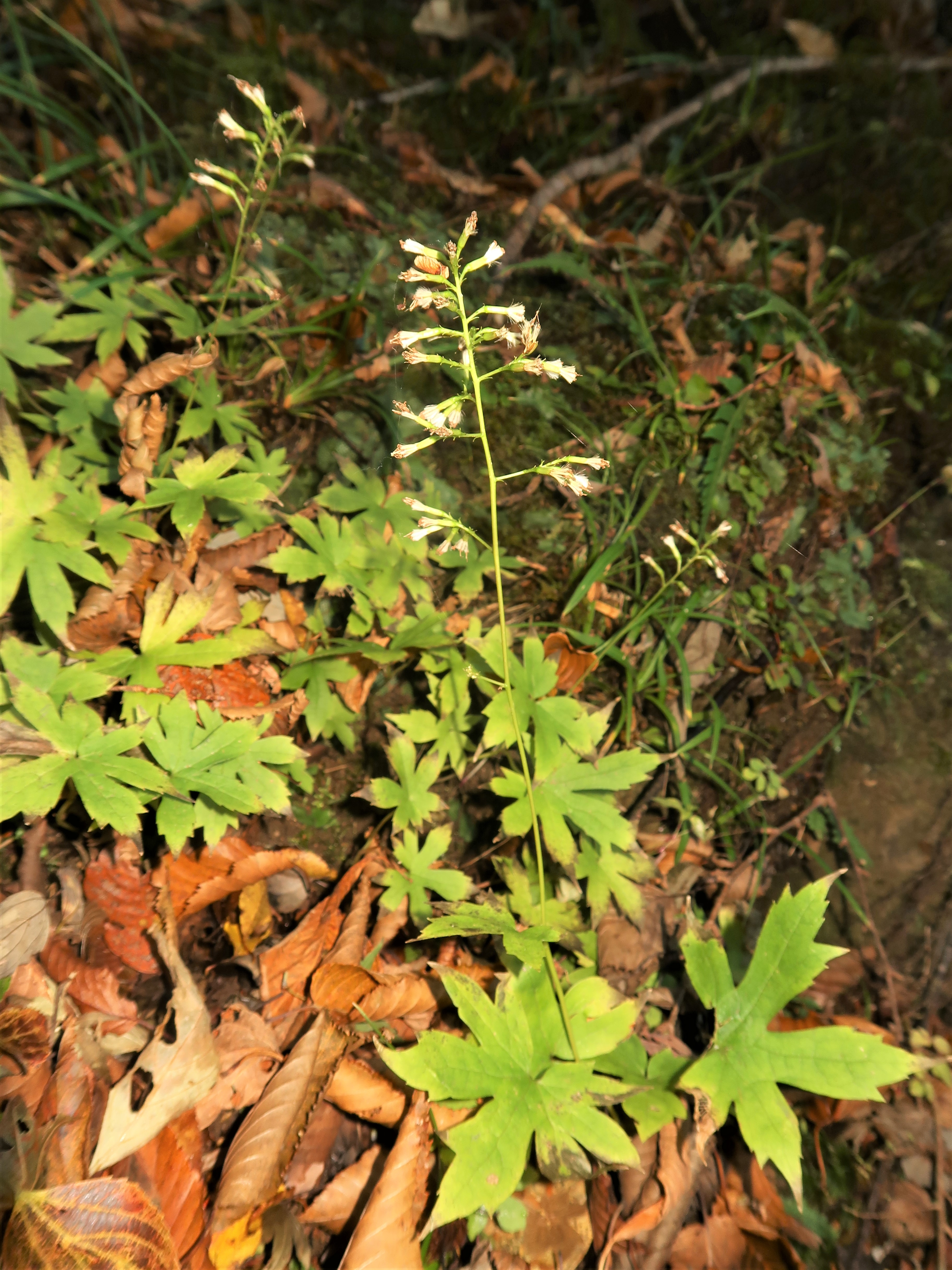
頭花は円錐状に斜上するか横向きにつく。冠毛は白色で多数ある。